# Кубаньстрой
Кубаньстрой (рос. Кубаньстрой) — селище в республіці Адигеї, піпорядковане Афіпсипському сільському поселенню Тахтамукайського району.

## Населення
Населення селища за останні роки:
- 2002 — 389[2];
- 2010 — 395[3]:
- 2013 — 387.